# Ełowdoł (obwód sofijski)
Ełowdoł (bułg. Еловдол) – wieś w Bułgarii, w obwodzie sofijskim, w gminie Botewgrad. Według danych szacunkowych Ujednoliconego Systemu Ewidencji Ludności oraz Usług Administracyjnych dla Ludności, 15 września 2022 roku miejscowość liczyła 42 mieszkańców.

## Historia
Od końca XVII w. aż do 1979 r. była jego przysiółkiem wsi Lipnicy, następnie wyodrębniono ją jako samodzielną wieś.. 